# علی‌قلی هزارجریبی
علی‌قلی خان هزارجریبی (زادهٔ سرخ‌گریوه بهشهر) ملقب به مسعودالملک نمایندهٔ گرگان در دوره‌های هفتم تا دهم مجلس شورای ملی بود.
علی‌قلی خان از خاندان فرمانروای هزارجریب و از خویشاوندان سردار رفیع یانسری بود.

## بن‌مایه
- خاندان حکومت‌گر سردار رفیع در هزار جریب و استراباد نوشتهٔ دکتر جمشید قائمی.

1. ↑  «وجه تسمیه هزار جریب، چهاردانگه و دو دانگه». مازند نومه.